# Język wano
Język wano (a. waano) – język papuaski używany w prowincji Papua w Indonezji (kabupateny Puncak i Puncak Jaya w rejonie gór centralnych).
Posługuje się nim lud Wano. Jego użytkownicy zamieszkują tereny na północ od terytorium języka dani zachodniego, na południe od dem.
Ethnologue odnotowuje trzy dialekty: wschodni, centralny, zachodni. Według doniesień jest bliski językom nggem i walak. W. Burung (2017) postuluje istnienie pięciu dialektów: mbowid, puduk (puluk) (zachodnie) oraz acodi, dumo (lumo) i kiagai (tiagai) (wschodnie).
Według Ethnologue w 1993 roku miał 3500 użytkowników. Według innych danych (2011) posługuje się nim 1000 osób. W. Burung (2007) oszacował, że społeczność jego użytkowników liczy 7 tys. osób.
Odnotowano, że nie jest używany przez wszystkich członków społeczności. Osoby te przejawiają niskie zainteresowanie rewitalizacją języka. Wano znajduje się pod presją języków dani zachodniego i indonezyjskiego. W użyciu jest także malajski papuaski, który zaczął się rozpowszechniać w latach 90. XX w. W. Burung (2017) podaje jednak, że większość osób z ludu Wano pozostaje jednojęzyczna.
Jest zapisywany alfabetem łacińskim. Dostępne są opisy fonologii (2007)  i gramatyki (2017) .